# Resident Evil 2
Resident Evil 2 je horor videoigra preživljavanja iz 1998. godine koju je razvio i objavio Capcom za PlayStation. Igrač kontrolira Leona S. Kennedyja i Claire Redfield, koji moraju pobjeći iz Raccoon Cityja nakon što su njegovi građani transformirani u zombije biološkim oružjem dva mjeseca nakon događaja izvornog Resident Evil-a. Igranje je usredotočeno na istraživanje, zagonetke i borbu; glavna razlika od prethodnika su putovi razgranavanja, pri čemu svaki lik igrača ima jedinstvene linije priča, partnere i prepreke.
Resident Evil 2 producirao je redatelj Resident Evila Shinji Mikami, režirao je Hideki Kamiya, a razvio ga je tim od oko 50 tijekom 21 mjeseca. Početna verzija, koja se obično naziva Resident Evil 1.5, drastično se razlikovala; otkazan je kad je bio dovršen oko dvije trećine nakon što je Mikami zaključio da je neadekvatan. Konačni dizajn predstavio je filmsku prezentaciju.
Resident Evil 2 dobio je priznanje zbog svoje atmosfere, postavki, grafike, zvuka, scenarija i ukupnog igranja, kao i poboljšanja u odnosu na originalnu igru, ali uz određene kritike na račun kontrola, glasovne glume i određenih elemenata igranja. Pojavio se na brojnim popisima najboljih videoigara ikad napravljenih. To je najprodavanija igra Resident Evil za jednu platformu, koja isporučuje 5,77 milijuna primjeraka na PlayStationu, kombinirajući svoje originalno izdanje na PlayStationu s izdanjem DualShock. Prenesena je na Windows, Nintendo 64, Dreamcast i GameCube, a izmijenjena 2.5D verzija puštena je u ruke za Game.com. Priča o Resident Evil 2 prepričana je i nadograđena u nekoliko kasnijih igara, a adaptirana je u mnoštvo licenciranih djela. Slijedi Resident Evil 3: Nemesis 1999. Remake igre pod istoimenim nazivom objavljen je za PlayStation 4, Xbox One i Windows 2019. 

## Igra
Horor igra preživljavanja, Resident Evil 2 ima istu osnovnu mehaniku igranja kao i njegov prethodnik, Resident Evil. Igrač istražuje izmišljeni grad dok rješava zagonetke i bori se s čudovištima. Dva protagonista igre mogu biti opremljena vatrenim oružjem, ali ograničeno streljivo dodaje taktički element u upotrebu oružja. Na zaslonu statusa igrač može provjeriti stanje protagonista, koristiti lijekove za zacjeljivanje rana i dodijeliti oružje. Trenutno zdravstveno stanje likova može se odrediti i njihovim držanjem i brzinom kretanja. Na primjer, lik će držati trbuh u bolovima ako je ranjen i polako će šepati ako je na rubu smrti. Protagonisti mogu nositi ograničeni broj predmeta, a ostale moraju pohraniti u kutije smještene širom svijeta igre, gdje će ih kasnije moći preuzeti. Svakom se protagonistu tijekom priče pridruži partner za podršku. Ovi likovi prate igrača u određenim scenama i povremeno postaju za igranje. Određene sobe sadrže pisaće strojeve koje igrač može koristiti za spremanje igre. Međutim, svako spremanje troši jednu od ograničenog broja vrpci s tintom, koje igrač mora prikupiti u svijetu igre. Grafika Resident Evil 2 sastoji se od generiranih u realnom vremenu - a time i pokretnih - poligonalnih modela likova i predmeta, postavljenih nad unaprijed prikazane pozadine koje se gledaju iz fiksnih kutova kamere. Igra koristi kontrole spremnika, što znači da pritiskanjem prema gore lik pomiče u smjeru s kojim su okrenuti, prema dolje ih preokreće, a lijevo i desno okreće, neovisno o perspektivi kamere.
Glavni dodatak prethodnoj igri je "Zapping System", kojim se svaki od dva lika koji se mogu igrati suočavaju s različitim zagonetkama i pričama u svojim scenarijima. Nakon završetka "A" scenarija s jednim protagonistom, otključava se "B" scenarij u kojem su događaji prikazani iz perspektive drugog lika. Igrač ima mogućnost pokretanja "A" scenarija s bilo kojim od dva protagonista, što rezultira s ukupno četiri različita scenarija. Radnje poduzete tijekom prvog igranja utječu na drugo. Na primjer, dostupnost određenih predmeta može se izmijeniti. Nakon svake igre, igrač dobiva poredak na temelju ukupnog vremena potrebnog za dovršavanje scenarija, te broja spremanja i korištenih posebnih iscjeliteljskih predmeta. Ovisno o igračevim postignućima, bonus oružje i kostimi mogu se otključati kao nagrada. Izvorna verzija Resident Evil 2 sadrži dvije samostalne mini igre: "The 4th Survivor" i "The To-fu Survivor". U obje ove mini igre, igrač mora doći do cilja, dok se usput bori sa svim neprijateljima samo sa zadanim učitavanjem predmeta. Sve kasnije verzije (osim verzije Nintendo 64) dodaju treću minigemu, "Extreme Battle", koja se sastoji od četiri lika koja se mogu igrati i tri faze.

### Radnja
29. rujna 1998., dva mjeseca nakon događaja prvog Resident Evil-a, većina građana planinske zajednice srednje zapadne Amerike Raccoon City transformirana je u zombije od strane T-virusa, biološkog oružja koje je tajno razvila farmaceutska kompanija Kišobran. Leon S. Kennedy, policajac prvog dana službe, i Claire Redfield, studentica koja traži svog brata Chrisa, putuju do policijske uprave Raccoon. Otkrivaju da je većina policijskih snaga ubijena i da je Chris napustio grad kako bi istražio sjedište Umbrelle u Europi. Podijelili su se kako bi potražili preživjele i pronašli izlaz iz grada. Dok traži put za bijeg, Claire upoznaje djevojčicu Sherry Birkin koja je u bijegu od nepoznatog bića, a Leon susreće Adu Wong koja tvrdi da traži svog dečka Johna, istraživača kišobrana iz Chicaga.
Umbrella je potkupio šefa policije Raccoon Cityja Briana Ironsa kako bi sakrio dokaze o eksperimentima tvrtke u predgrađu grada. Skrivao je njihov razvoj novog G-virusa, agensa sposobnog za mutiranje čovjeka u ultimativno bio oružje. Leon ima više susreta s Tiranom, čudovištem koje je kišobran bacio u policijsku upravu rakuna u potrazi za G-virusom. Irons pokušava ubiti Claire, ali ga ubije mutant G-virusa u policijskoj upravi. Claire i Sherry pobjegnu kroz kanalizaciju i odvoje se. Nakon prekida s Leonom, Ada pronalazi Sherry i uzima zlatni privjesak koji djevojčica gubi dok bježi. Dalje u kanalizaciju, Ada se nevoljko ponovno udružuje s Leonom, nakon što on inzistira na svojoj dužnosti da je zaštiti. Nailaze na sredovječnu ženu koja puca na Adu, ali Leon uskoči između njih i sam uzme metak. Ada ignorira onesviještenog Leona i slijedi ženu koja se otkriva kao Sherryna majka Annette i supruga Williama Birkina, krovnog znanstvenika koji je stvorio G-virus. U pokušaju da zaštiti svoje životno djelo od specijalnih agenata koje je poslalo sjedište Umbrelle, ubrizgao si je virus, koji ga je pretvorio u neispravno stvorenje i sada progoni Sherry zbog njezinog genetskog sastava. Annette prepoznaje privjesak svoje kćeri i pokušava ga uzeti od Ade. Slijedi borba, tijekom koje je Annette bačena preko ograde. Ada sazna da zlatni medaljon sadrži uzorak G-virusa, a kasnije - preuzet od njezinih osjećaja - vraća se Leonu, pazeći na njegovu ranu od metka.
U međuvremenu, Claire se ponovno okuplja sa Sherry i otkriva da je William svojoj kćeri usadio embrij kako bi rodila potomstvo. Leon, Ada, Claire i Sherry napreduju kroz napuštenu tvornicu povezanu s Umbrelinim tajnim podzemnim istraživačkim objektom. Napad Williama ostavlja Adu teško ranjenom, a Leon istražuje laboratorij kako bi pronašao nešto za liječenje njezinih rana. Prekida ga psihotična Annette koja mu objašnjava da je Adin odnos s Johnom bio samo sredstvo za dobivanje informacija o Umbreli: Ada je špijunka poslana u krađu G-virusa za nepoznatu organizaciju. Baš kad se Annette sprema pucati u Leona, pojavljuje se tiranin i ona je prisiljena na povlačenje. Ada se vraća spasiti Leona i bori se protiv Tiranina - koji pada u jamu rastaljenog metala - naizgled po cijenu vlastitog života. Priznaje svoju ljubav Leonu, koji ostavlja iza nje nepomično tijelo, međutim, Ada preživljava. U međuvremenu, Annette pokušava pobjeći s drugim uzorkom G-virusa, ali njezin mutirani muž smrtno ranjava. Međutim, prije nego što umre, ona kaže Claire kako stvoriti cjepivo koje će zaustaviti mutacije uzrokovane embrijom unutar Sherryja. Nakon što su pripremili lijek, Leon i Claire ponovno se spajaju u hitnom vlaku za bijeg i ubrizgavaju Sherry cjepivom koje joj spašava život. Na putu, Leonu pomaže u ukidanju sada mutiranog Super Tiranina od strane Ade koja pobjegne s G-virusom u privjesku. William - koji je sada mutiran u nakupinu mesa i zuba - slijedi Leona i Claire, ali biva uništen kad se vlak samouništi. Nakon bijega iz grada sa Sherry, Leon namjerava skinuti Kišobran, dok Claire nastavlja potragu za Chrisom. HUNK, jedan od preživjelih specijalnih agenata koje je poslao Umbrella, dovršava svoju misiju pronalaska G-virusa.

### Remake
U kolovozu 2015. Capcom je objavio da je u fazi izrada remakea Resident Evil 2. Capcom je predstavio igru na E3 2018, s prikolicama i snimkama igranja, i najavio svjetski datum izlaska 25. siječnja 2019. za PlayStation 4, Xbox One i Windows. Igra koristi RE Engine, koji je također korišten za Resident Evil 7: Biohazard, a kontrole spremnika i fiksne kutove kamere zamjenjuje igranjem "preko ramena" slično Resident Evilu 4.